# Frederick River
Der Frederick River ist ein Fluss in der Region Pilbara in der Mitte des australischen Bundesstaates Western Australia.

## Geografie
Der Fluss entspringt an den Südhängen der Kenneth Range und fließt zunächst nach Nordwesten und dann nach Südwesten, wo er bei der Siedlung Cobra Bangemall in den Lyons River mündet.

### Nebenflüsse mit Mündungshöhen
- Mulga Wash – 407 m[1]

## Namensherkunft
Der Fluss wurde 1866 vom Forscher Edward Hooley benannt. Dieser war in der Gegend auf der Suche nach Frederick Roe, dem Sohn von John Septimus Roe.